# Liga Portugal 2
Liga Portugal 2 – druga najwyższa klasa rozgrywek piłkarskich w Portugalii. Obecnie występuje w niej 18 drużyn. Dwie najlepsze awansują do Primeira Liga (pierwszy poziom rozgrywkowy), natomiast dwie ostatnie spadają do Ligi 3 (trzeci poziom rozgrywkowy). Przewidziane są również baraże o awans (dla 3. drużyny ligi) oraz o utrzymanie (dla 16. drużyny ligi). W rozgrywkach uczestniczą również rezerwy drużyn grających w najwyższej lidze. Zespoły te nie mogą awansować do wyższej klasy rozgrywkowej, są natomiast degradowane gdy zajmą miejsce do spadku lub gdy pierwsza drużyna z wyższej ligi zostaje zdegradowana.

## Nazwy
| Period    | Nazwa                    |
| --------- | ------------------------ |
| 1990–1999 | Segunda Divisão de Honra |
| 1999–2005 | Segunda Liga             |
| 2005–2012 | Liga de Honra            |
| 2012–2015 | Segunda Liga             |
| 2015–2020 | LigaPro                  |
| 2020–     | Liga Portugal 2          |

## Zespoły w sezonie 2022/2023
- Académico de Viseu
- Benfica B
- B-SAD
- Estrela
- Farense
- Feirense
- Leixões
- Mafra
- Moreirense
- Nacional
- Oliveirense
- Penafiel
- Porto B
- Sporting Covilhã
- Tondela
- Torreense
- Trofense
- Vilafranquense

## Zwycięzcy
| Sezon   | 1. miejsce       | 2. miejsce        |
| ------- | ---------------- | ----------------- |
| 1990/91 | Paços Ferreira   | Estoril-Praia     |
| 1991/92 | Espinho          | CF Os Belenenses  |
| 1992/93 | Estrela Amadora  | CF União          |
| 1993/94 | Tirsense         | Uniao Leiria      |
| 1994/95 | Leça FC          | Campomaiorense    |
| 1995/96 | Rio Ave FC       | Vitória Setúbal   |
| 1996/97 | Campomaiorense   | Varzim            |
| 1997/98 | Uniao Leiria     | SC Beira-Mar      |
| 1998/99 | Gil Vicente      | CF Os Belenenses  |
| 1999/00 | Paços Ferreira   | SC Beira-Mar      |
| 2000/01 | CD Santa Clara   | Varzim SC         |
| 2001/02 | Moreirense FC    | Académica Coimbra |
| 2002/03 | Rio Ave FC       | FC Alverca        |
| 2003/04 | Estoril-Praia    | Vitória Setúbal   |
| 2004/05 | Paços Ferreira   | Naval             |
| 2005/06 | SC Beira-Mar     | Desportivo Aves   |
| 2006/07 | Leixões SC       | Vitória SC        |
| 2007/08 | CD Trofense      | Rio Ave           |
| 2008/09 | Olhanense        | União Leiria      |
| 2009/10 | SC Beira-Mar     | Portimonense SC   |
| 2010/11 | Gil Vicente      | Feirense          |
| 2011/12 | Estoril-Praia    | Moreirense FC     |
| 2012/13 | CF Os Belenenses | FC Arouca         |
| 2013/14 | Moreirense FC    | Porto B           |
| 2014/15 | CD Tondela       | CF União          |
| 2015/16 | Porto B          | GD Chaves         |
| 2016/17 | Portimonense SC  | Desportivo Aves   |
| 2017/18 | CD Nacional      | CD Santa Clara    |
| 2018/19 | Paços Ferreira   | FC Famalicão      |
| 2019/20 | CD Nacional      | SC Farense        |
| 2020/21 | Estoril Praia    | FC Vizela         |
| 2021/22 | Rio Ave FC       | Casa Pia AC       |
| 2022/23 | Moreirense FC    | SC Farense        |
| 2023/24 | CD Santa Clara   | CD Nacional       |
| 2024/25 | CD Tondela       | FC Alverca        |